# Campiglossa helveola
Campiglossa helveola este o specie de muște din genul Campiglossa, familia Tephritidae. A fost descrisă pentru prima dată de Ito în anul 1984. Conform Catalogue of Life specia Campiglossa helveola nu are subspecii cunoscute.